# Diocese de Strängnäs
A Diocese de Strängnäs (em sueco: Strängnäs stift) ou Estregnésia (em latim: Diocesis Stregnensis) é uma das dioceses constituintes da Igreja da Suécia e está sediada na Catedral de Strängnäs, na cidade homônima. Abrange a maior parte das províncias de Närke e Södermanland, compreendendo aproximadas 70 paróquias (församling). Foi criada no século XII por São Ésquilo, que lá faleceu. A diocese foi originalmente sufragânea da Diocese de Lund, que em 1104 foi elevada a arquidiocese.

## História
Em 829, Ansgário e Vitmar, chegando a Björkö, foram bem recebidos e converteram muitas pessoas. Ao retornar à Germânia em 831, Ansgário foi elevado a arcebispo de Hamburgo pelo papa Gregório IV (r. 827–844). Outra lenda diz que São Ésquilo, ao perturbar um ritual viquingue na região, foi morto pelo rei Sueno (r. 1083–1085).

Território da Diocese de Strängnäs